# José Gregorio Monagas
José Gregorio Monagas, född 4 maj 1795, död 15 juli 1858, var president av Venezuela 1847-1851. Han var bror till José Tadeo Monagas.